# Скульптура Богородиці (Бучач)
Статуя («фігура») Богородиці, або Непорочного зачаття Богородиці — придорожній пам'ятник Богородиці в місті Бучачі (Тернопільська область, Україна). Пам'ятка монументального мистецтва місцевого значення, охоронний номер 1325.

## Розташування
Пам'ятник розташований у правобережній частині міста на колишньому передмісті, нині — вулиці Богдана Хмельницького, 2 на перехресті з вулицею Василя Стуса на території дитячого закладу «Сонечко».

## Творці
Автори статуї: архітектор — Бернард Меретин, скульптор — Йоган Георг Пінзель. Час створення — 1751 р. Замовник, фундатор — Микола Василь Потоцький. За радянської влади в 1947 році статуя була сильно зруйнована.
Відновлений скульптором Романом Вільгушинським 2006 року за доброчинні кошти підприємця, громадського діяча Василя Бабали.

## Написи
Є кілька написів латиною та польською мовою. Зокрема, 
|  | Matko Boska, panno poczęta bez zmaż(z)y Staw mi się Matko wszedy ilec wezwę razy |

.